# Mao (cesarzowa)
Mao (chiń 毛皇后; zm. 237) – znana również jako cesarzowa Mingdao. Żona władcy królestwa Wei Cao Rui.
Przyszła cesarzowa Mao została konkubiną Cao Rui jeszcze w czasie rządów jego ojca Cao Pi, kiedy to przyszły cesarz nosił tytuł księcia Pingyuan. Konkubina Mao nie miała wysokiego pochodzenia (w przeciwieństwie do innych konkubin), ale była ukochaną żoną Cao Rui.
Kiedy w 226 Cao Rui został cesarzem po śmierci ojca i chwilowo chciał mianować cesarzową księżniczkę Yu, jednak z uwagi na jej bezpłodność w rok później nadał ten tytuł konkubinie Mao. Pomimo niskiego pochodzenia nowej cesarzowej, której ojciec Mao Jia będący wcześniej stolarzem i jej brat Mao Zeng zostali wyniesieni do najwyższych godności i tytułów markizowskich.
Po kilku latach cesarzowa straciła miłość męża na rzecz konkubiny Guo i kiedy ta ostatnia w 237 zaprosiła cesarza Minga na ucztę, miała zapytać czemu nie przybyła również zaproszona cesarzowa. Kiedy wieści o tym wydarzeniu dotarły do opinii publicznej wściekły cesarz nakazał żonie popełnić samobójstwo. Cesarzowa Mao została pochowana ze wszystkimi honorami cesarzowej w odległym kompleksie świątynnym.

## Życiorys
- Chen Shou, Kronika Trzech Królestw rozdz. 5
- Pei Songzhi, Przypisy do Kroniki Trzech Królestw